# Comuna Korji, Romnî
Korji (în ucraineană Коржі) este o comună în raionul Romnî, regiunea Sumî, Ucraina, formată din satele Iarmolînți, Korji (reședința), Piskî, Sadove și Zelenivșciîna.

## Demografie
Componența lingvistică a comunei Korji
     Ucraineană (97,7%)
     Rusă (2,03%)
     Alte limbi (0,2%)
Conform recensământului din 2001, majoritatea populației comunei Korji era vorbitoare de ucraineană (97,7%), existând în minoritate și vorbitori de rusă (2,03%).